# Eparchia kozielska
Eparchia kozielska – jedna z eparchii Rosyjskiego Kościoła Prawosławnego, z siedzibą w Kozielsku. Jej obecnym (2022) ordynariuszem jest biskup kozielski i ludinowski Nikita (Ananjew).
Eparchia została erygowana na posiedzeniu Świętego Synodu Rosyjskiego Kościoła Prawosławnego 2 października 2013 poprzez wydzielenie z eparchii kałuskiej i borowskiej i jako składowa metropolii kałuskiej. Należą do niej parafie położone w rejonach chwastowickim, duminickim, kozielskim, ludinowskim, suchinickim, uljanowskim, i żyzdrzańskim obwodu kałuskiego.